# Preuve par bijection
En mathématiques, une preuve par bijection (ou démonstration par bijection) est une technique de démonstration qui consiste à obtenir l'égalité de deux expressions entières en exhibant une bijection entre deux ensembles dont les deux expressions sont les cardinaux. Autrement dit, on examine deux ensembles finis X et Y, on les dénombre et au moyen d'une bijection de X sur Y, on en déduit que les résultats des comptages sont égaux.
On présente souvent la démonstration en disant qu'on a transformé le problème de dénombrement en un problème équivalent.
La branche de la combinatoire qui étudie particulièrement les démonstrations par bijection s'appelle la combinatoire bijective.

## Exemples

### Nombre de parties d'un ensemble fini
Si à toute partie X d'un ensemble E à n éléments on associe sa fonction caractéristique {\displaystyle f_{X}} définie par {\displaystyle f_{X}(x)=1} si {\displaystyle x\in X}, = 0 sinon, on obtient une bijection entre les parties de E et les applications de E dans {0,1}. Comme il y a {\displaystyle 2^{n}} applications de de E dans {0,1}, l'ensemble E possède {\displaystyle 2^{n}} parties.

### Symétrie des coefficients binomiaux
La symétrie des coefficients binomiaux s'exprime par la formule :
{\displaystyle {\binom {n}{k}}={\binom {n}{n-k}}}.
En d'autres termes, il y a exactement autant de combinaisons de k éléments parmi n qu'il y a de combinaisons de n − k éléments parmi n.
Preuve par bijection
{\displaystyle {\binom {n}{k}}} est le nombre d'éléments de l'ensemble {\displaystyle {\mathcal {P}}_{k}(E)} des parties à k éléments d'un ensemble E à n éléments. Or Il y a une bijection simple entre {\displaystyle {\mathcal {P}}_{k}(E)} et {\displaystyle {\mathcal {P}}_{n-k}(E)}, celle qui associe à chaque partie à k éléments son complémentaire, lequel contient précisément les n − k éléments restants de E. Par exemple, dans l'ensemble E = {a, b, c, d, e}, on peut associer à la partie {a, c} son complémentaire {b, d, e}. On en déduit qu'il y a autant de parties à k éléments que de parties à n-k éléments, et les coefficients binomiaux correspondants sont donc égaux.

### Égalité de la somme des coefficients binomiaux de rang pair avec celle de rang impair
Il s'agit de la relation, valable pour {\displaystyle n\geqslant 1} :
{\displaystyle \sum _{0\leqslant 2k\leqslant n}{\binom {n}{2k}}=\sum _{0\leqslant 2k+1\leqslant n}{\binom {n}{2k+1}}}.

#### Preuve par bijection
La première somme est le nombre de parties de E , ensemble à n éléments ayant un nombre pair d'éléments et la deuxième celui des parties en ayant un nombre impair.
Ayant fixé un élément a de E on obtient une bijection entre les parties paires et les parties impaires en associant à une partie paire X la partie obtenue en ajoutant a si X ne le contient pas, et la lui retirant si elle le contient. Ceci prouve la relation.

### Autres exemples
Voici quelques exemples classiques de preuves par bijection en analyse combinatoire :
- Plusieurs calculs du nombre de combinaisons avec répétition utilisent une démonstration par bijection
- Les nombreux dénombrements conduisant aux nombres de Catalan s’obtiennent par diverses bijections
- Le codage de Prüfer, bijection permettant de démontrer la formule de Cayley donnant le nombre d'arbres « décorés ».
- La correspondance de Robinson-Schensted, bijection qui permet de démontrer la formule de Burnside pour le groupe symétrique.
- La conjugaison des tableaux de Young, qui permet d'obtenir une preuve de la formule du nombre de partitions d'un entier.
- La preuve par bijection du théorème des nombres pentagonaux.